# Ethobunus meridionalis
Ethobunus meridionalis is een hooiwagen uit de familie Zalmoxioidae.